# Семенова Світлана Степанівна
Семенова Світлана Степанівна (11 травня 1958) — російська академічна веслувальниця.
Бронзова призерка Олімпійських Ігор 1980 року в складі розпашної четвірки зі стерновою.
Чемпіонка світу 1979, 1981, 1982 років у складі розпашної четвірки зі стерновою, бронзова призерка 1983 року в складі розпашної четвірки зі стерновою.